# Otto Pius Hippius
Otto Pius Hippius, ryska: Отто Густавович Гиппиус, Otto Gustavovitj Gippius, född 5 maj (g.s.) / 17 maj 1826 (n.s.). i Sankt Petersburg, död 29 augusti (g.s.) / 10 september 1883 (n.s.) i Kabolovka nära Pargolovo utanför Sankt Petersburg, var en balttysk rysk arkitekt som verkade i historicerande stil.

## Biografi
Otto Pius Hippius var son till den balttyske målaren och litografen Gustav Adolf Hippius (1792–1856) och bror till arkitekten Karl Gustav Hippius. Släkten Hippius var en prästsläkt och Ottos farfar var kyrkoherde i Riisipere i Estland; hans fars morfar var herrnhutaren Michael Ignatius (1713–1777).
Han undervisades från tidig ålder av sin far i konst och utbildade sig i Tyskland, där han tog examen vid Polytechnikum i Karlsruhe. Åren från 1849 till 1851 studerade han vid den ryska kejserliga konstakademien i Sankt Petersburg och var därefter verksam som arkitekt och lärare vid olika konstskolor. Hippius valdes 1864 in i Ryska vetenskapsakademien och blev professor 1879.
Hippius ådrog sig en lunginflammation 1881 och led av komplikationer, som föranledde honom att resa till Sydeuropa på läkarnas inrådan 1882. Han återvände senare och avled 1883 på sin datja i Karbolovo. Hippius är begravd på Lutherska Smolenskkyrkogården i Sankt Petersburg.

## Verk

### Stil
Hippius ideer om det protestantiska kyrkorummet tog sig uttryck i ett fokus på rymd och ljus, där prästen skulle vara synlig från predikstolen eller altaret i hela kyrkorummet. Detta kan framförallt sättas i kontrast med den katolskt influerade medeltida kyrkoarkitekturen. 
Han publicerade flera skrifter om kyrkoarkitektur och deltog i arkitekttävlingen som utlystes för uppförandet av Berlins domkyrka 1867. I detta sammanhang författade Hippius den 22-sidiga skriften Darf der Dom von Berlin ein Kuppelbau sein?, tryckt av Ryska vetenskapsakademien 1871 i Sankt Petersburg. 
Två av hans planer för protestantiska domkyrkor belönades med medalj vid Centennial Exposition i Philadelphia 1876.

### Kända verk i urval

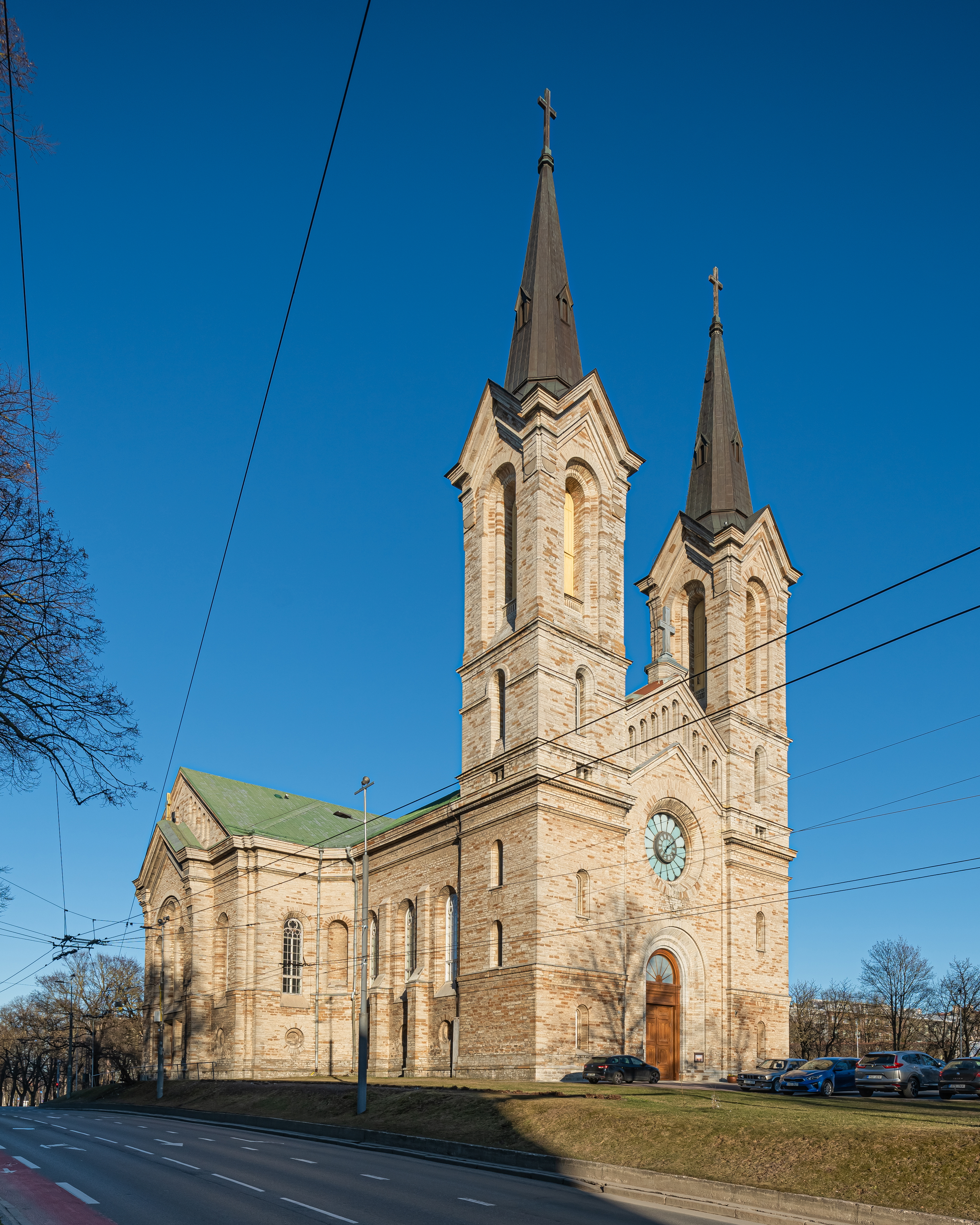
Karlskyrkan i Tallinn.
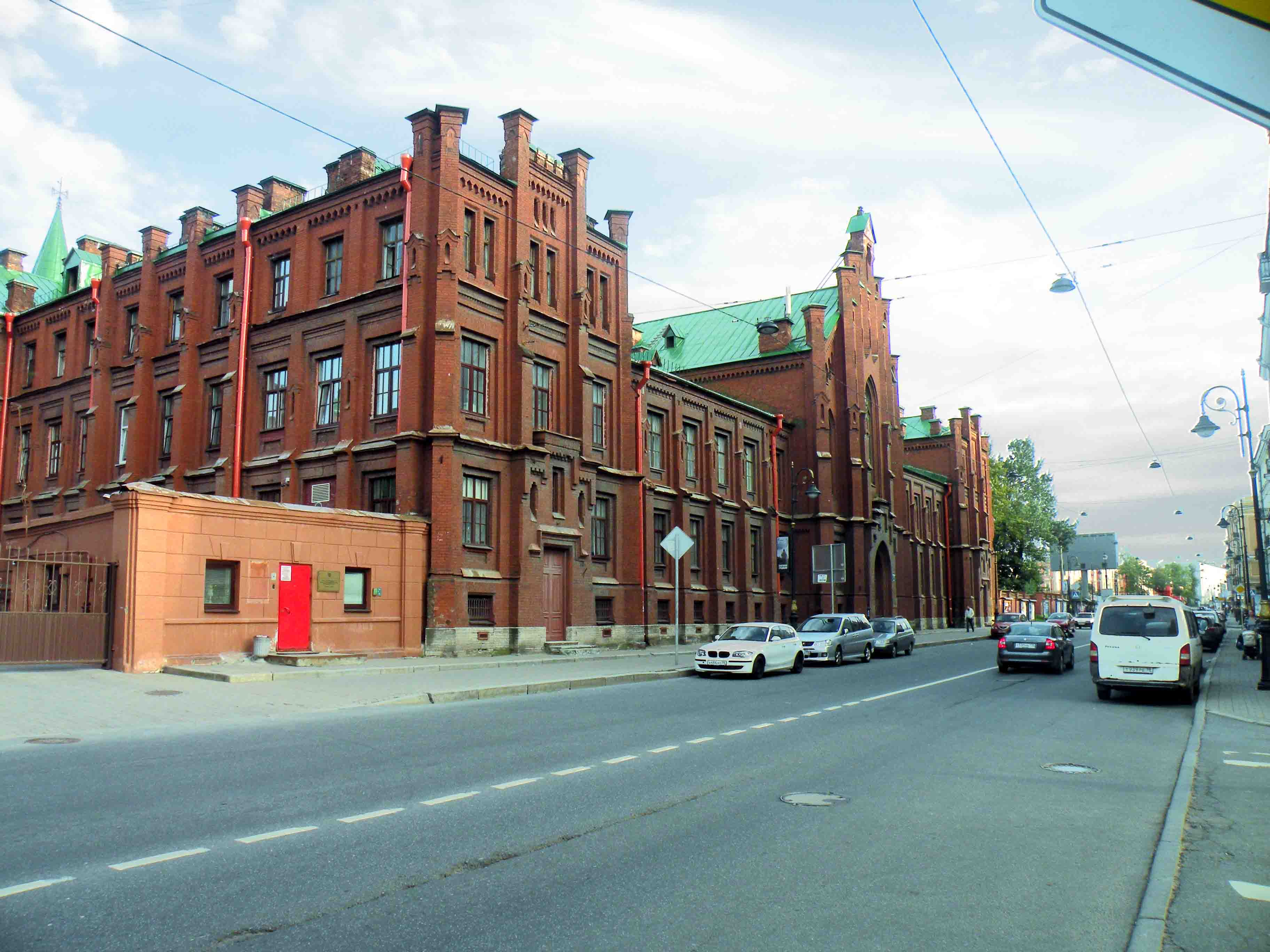
Evangeliska sjukhuset i Sankt Petersburg.
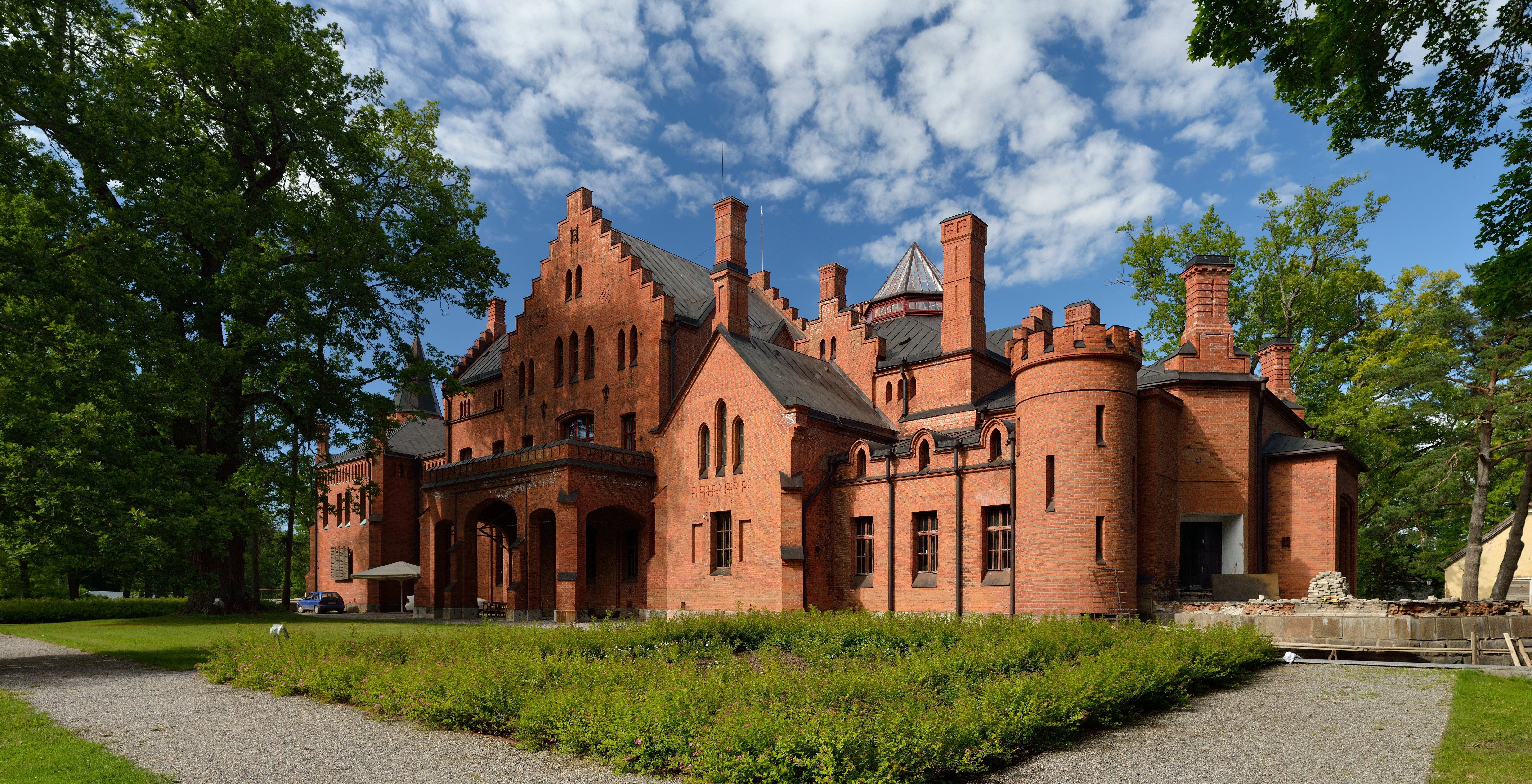
Sangaste slott.
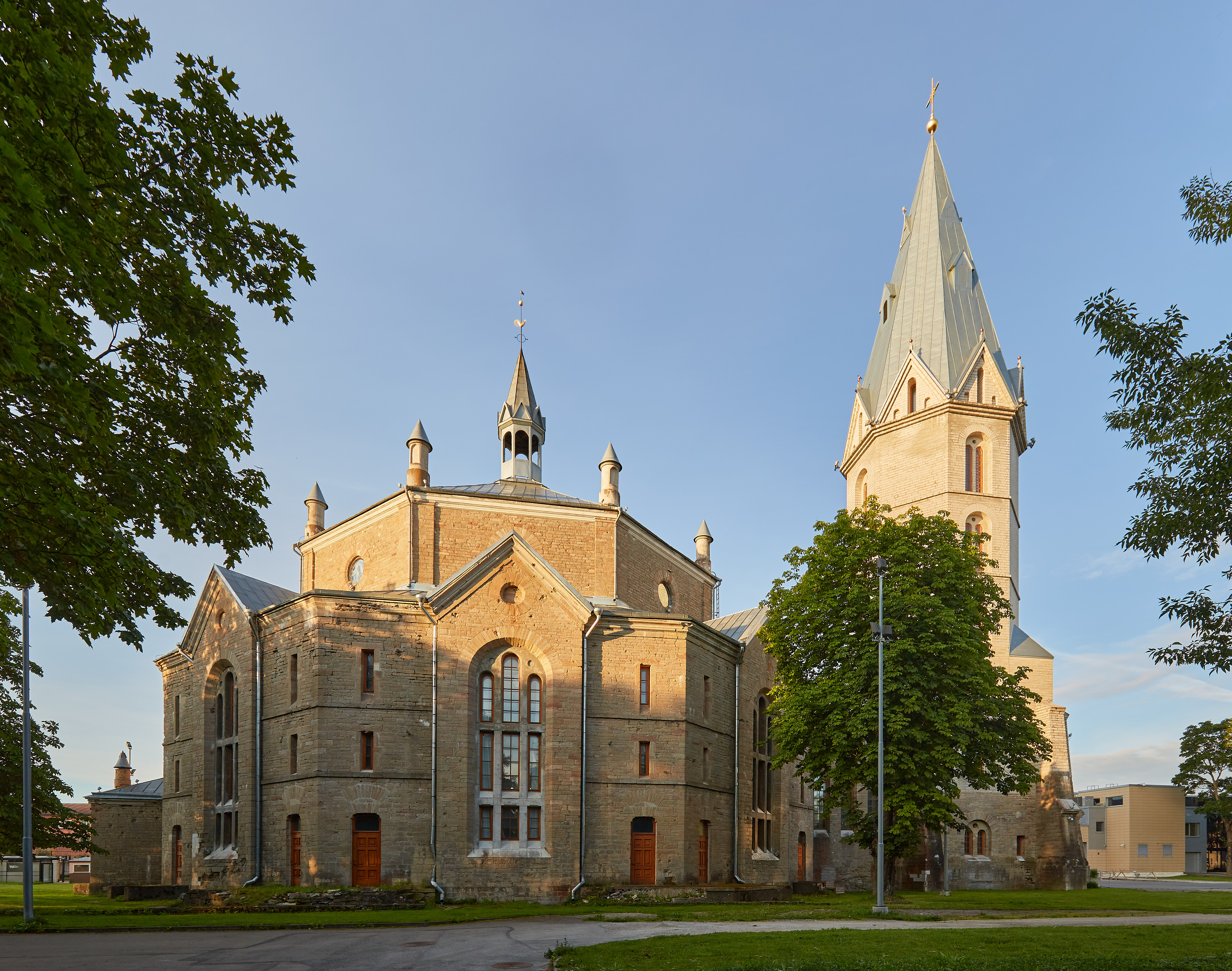
Alexanderkatedralen i Narva.

- Karlskyrkan i Tallinn 1862–1870, med ingenjören Rudolf von Bernhard
- Sangaste slott i Lossiküla i södra Estland 1879–1883
- Alexanderkatedralen i Narva 1881–1884
- Evangeliska kvinnosjukhuset, Ligovskij Prospekt 2–4, Sankt Petersburg
- Gasfabriksbyggnad i Sankt Petersburg
- Krigsministeriets tjänstemannabostäder, Sankt Petersburg

## Familj och privatliv
Hippius var gift med balttyskan Emma Karoline Charlotte Schmidt (1839–1924).